# Лобаново (городской округ Шаховская)
Лобаново — деревня в городском округе Шаховская Московской области России.

## Население
| 1859 | 1926 | 2002 | 2006 | 2010 |
| ---- | ---- | ---- | ---- | ---- |
| 198  | ↗265 | ↘148 | ↘137 | ↘113 |

## География
Расположена в северной части округа, на автодороге «Балтия» М9, примерно в 2 км к северо-востоку от районного центра — посёлка городского типа Шаховская. На территории зарегистрировано два садоводческих товарищества.
Соседние населённые пункты — деревни Павловское и Шестаково. У деревни находится исток реки Лоби (бассейн Иваньковского водохранилища). Имеется автобусное сообщение с райцентром и городом Волоколамском.

## Исторические сведения
В 1769 году Лобанова — деревня Рахова стана Волоколамского уезда Московской губернии, принадлежала Коллегии экономии (ранее — Иосифову монастырю). В деревне 16 дворов и 48 душ.
В середине XIX века деревня Лобаново относилась к 1-му стану Волоколамского уезда и принадлежала Департаменту государственных имуществ. В деревне был 21 двор, 88 душ мужского пола и 103 души женского.
В «Списке населённых мест» 1862 года — казённая деревня 1-го стана Волоколамского уезда Московской губернии по правую сторону Московского тракта, шедшего от границы Зубцовского уезда на город Волоколамск, в 20 верстах от уездного города, при колодце, с 25 дворами и 198 жителями (95 мужчин, 103 женщины).
В 1913 году — 39 дворов.
До 1924 года входила в состав Муриковской волости. Постановлением президиума Моссовета от 24 марта 1924 года Муриковская волость была включена в состав Судисловской волости.
По материалам Всесоюзной переписи населения 1926 года — центр Лобановского сельсовета, 265 жителей (125 мужчин, 140 женщин), 51 крестьянское хозяйство.
С 1929 года — населённый пункт в составе Шаховского района Московской области.
1994—2006 гг. — деревня Белоколпского сельского округа Шаховского района.
2006—2015 гг. — деревня городского поселения Шаховская Шаховского района.
2015 г. — н. в. — деревня городского округа Шаховская Московской области.